# Casal Ninfeo
Il Casal Ninfeo è un singolare complesso monumentale seicentesco eretto attorno ad una sorgente naturale a Roma. Si trova nel suburbio S.VIII Gianicolense, nel territorio del Municipio Roma XII in via dei Gattilusio.
Nel 1818 il fondo Gregoriano lo descrive come un palazzo con corte ad uso della tenuta di proprietà di G.G.D. Silvestri nella contrada di Bravetta.
Attualmente la struttura si presenta come un giardino rettangolare circondato da alti muri perimetrali ad archi ciechi con ampie mensole che originariamente sorreggevano vasi e statue. Due grandi portali seguiti da ampie scale permettono l'accesso al ninfeo sottostante che si sviluppa per tutta la lunghezza del giardino con lunghe vasche abbeveratoio. Nulla resta invece del casino nobile dal gusto barocco che completava l'impianto architettonico.
Il complesso del Casal Ninfeo è popolarmente chiamato "Bagno di Nerone" e spesso viene scambiato impropriamente per un ninfeo romano.